# 松浦鉄道MR-500形気動車
松浦鉄道MR-500形気動車（まつうらてつどうMR-500がたきどうしゃ）は、松浦鉄道が保有する鉄道車両（気動車）である。

## 概要
2000年の日蘭交流400周年記念事業の一環として、1999年に日本宝くじ協会からの寄贈による宝くじ号として新潟鐵工所にてMR-501の1両が新製され、翌2000年1月から営業運転を開始した。愛称は「レトロン号」。

## 構造
松浦鉄道としてはMR-400形についで2両目の車体長18mの車両であり、現在同社唯一のトイレ（真空式）設置車両。車内は全座席転換クロスシートであり、外部デザインや塗色、照明、内装などはすべてレトロ調にまとめられている。カラオケ装置搭載。
後に、屋根上がダブルルーフから通常の物に変更されている。

## 運用
新製当初はたびら平戸口駅 - 佐世保駅を結ぶ快速列車等の固定運用に就いており、2000年1月 - 3月までは土曜日・休日にJRの快速「シーサイドライナー」に併結されて、たびら平戸口駅 - 長崎駅間を直通運転したこともあった。
2018年現在、通常は他車両と共通運用されているが、トイレ設置と車内設備を生かして夏期のビール列車や団体列車等には優先して投入されている。